# 칭다오시 (중화민국)
칭다오시(青島市)는 중화민국의 대륙 시기에 설치한 12개 직할시 중 하나이다. 